# Salar Jung II.
Mir Laik Ali Khan, Nawab Sir Salar Jung II. Munir ud-Daula, KCIE (* 1862; † Juli 1889) war nach dem Tod seines Vaters, bis 1887, Diwan des indischen Fürstenstaats Hyderabad (= Haiderabad).

## Herkunft
Laik Ali Khan war der älteste der beiden Söhne von Salar Jung I., dessen Familie ihre Herkunft auf den Scheich Ovais Karani, einem Zeitgenossen Mohammeds, aus Medina zurückführte. Seine Ausbildung erhielt er zuerst unter einem englischen Privatlehrer, dann am Nizam's College, der Hauptstadt. Zusammen mit seinem Bruder Mir Sãdut Ali Khan wurde der Zwanzigjährige 1882 auf Englandreise geschickt.

## Diwan
Nach dem plötzlichen Tod seines Vaters wurde er – der Nizam Asaf Jah VI. war noch immer minderjährig – als Nachfolger berufen. Wegen seiner Jugend und Unerfahrenheit gab man ihm den Nawab Bashir ud-Daula als Mitregenten zur Seite. Nachdem noch ein Regentschaftsrat gebildet wurde, erfolgte die formelle Investitur bei einem Durbar am 24. Feb. 1884. Als der Nizam im Oktober desselben Jahres die Amtsgeschäfte antrat, bestätigte er Salar Jung II. im Amt, obwohl die Briten vorübergehend Bedenken geäußert hatten. Der Regentschaftsrat wurde in ein beratendes Gremium umgewandelt.
Die von seinem Vater begonnene Reorganisation des Verwaltungsapparats wurde fortgeführt, als erstes in den Provinzen die Gerichte für Zivilsachen reformiert. Einige überkommene Rechte der Vasallen und Dorfherren wurden abgelöst. Etwa 600 Angehörige des von den arabischen Eroberern abstammenden Landadels, Anhänger von Sultan Nawaz Jung, besetzten im Oktober 1884 Polizeiposten und umzingelten die Residenz des Diwans. Durch eine geschickte Mischung von Drohungen und Diplomatie wurde der Aufstand ohne Blutvergießen beendet. Nawaz Jung wurde verbannt und zahlte eine Strafe von 100.000 Rs.
Der Premier begab sich im Februar 1885 nach Kalkutta zum Vizekönig und besuchte auf der Rückreise Lucknow. In den nächsten beiden Jahren kam es zu Spannungen zwischen dem – absoluten – Herrscher und seinem Premier, obwohl der britische Resident immer wieder zu Gunsten Salar Jungs intervenierte, sah dieser sich gezwungen im April 1887 sein Amt niederzulegen.
Salar Jung hielt es für angeraten, sich nach England zu begeben, wo er am 18. August den Ritterschlag zum KCIE von Königin Victoria in Osborne House empfing. Den kurzen Rest seines Lebens verbrachte er in Poona.

## Kinder
- Mir Yusuf Ali Khan, als Salar Jung III., Diwan 1914–1917.